# 813 Baumeia
813 Baumeia este un asteroid din centura principală, descoperit pe 28 noiembrie 1915, de Max Wolf.